# 제20회 영국 아카데미 영화상
제20회 영국 아카데미 영화상은 1966년의 최고의 영화를 기리기 위해 1967년에 열린 시상식이다.

## 수상

### 작품상
- 누가 버지니아 울프를 두려워하랴 - 마이크 니콜스 수상

### 알렉산더 코다 상
- 추운 곳에서 온 스파이 - 마틴 리트 수상

### 칼 포먼 상
- 알피 - 비비안 머천트 수상

### 남우주연상(영국)
- 추운 곳에서 온 스파이 - 리처드 버튼 수상

### 남우주연상(외국)
- 전당포 - 로드 스테이거 수상

### 여우주연상(영국)
- 누가 버지니아 울프를 두려워하랴 - 엘리자베스 테일러 수상

### 여우주연상(외국)
- 잔느 모로 수상

### 각본상(영국)
- 데이비드 머서 수상

### 편집상
- 톰 프리스틀리 수상

### 촬영상
- 아라베스크 - 크리스토퍼 찰리스 수상

### 촬영상(흑백)
- 추운 곳에서 온 스파이 - 오스워드 모리스 수상

### 의상상
- 유산 상속 작전 - 줄리 해리스 수상

### 미술상
- 대야망 - 월프레드 싱글레톤 수상

### 미술상(흑백)
- 추운 곳에서 온 스파이 - 탐비 라슨 수상

### 단편영화작품상
- Peter Watkins 수상

### UN상
- Peter Watkins 수상

### 특별상
- Robert Parker

## 같이 보기
- 제39회 아카데미상
- 제19회 미국 감독 조합상
- 제24회 골든 글로브상
- 제19회 미국 작가 조합상